# Samuel E. Pingree

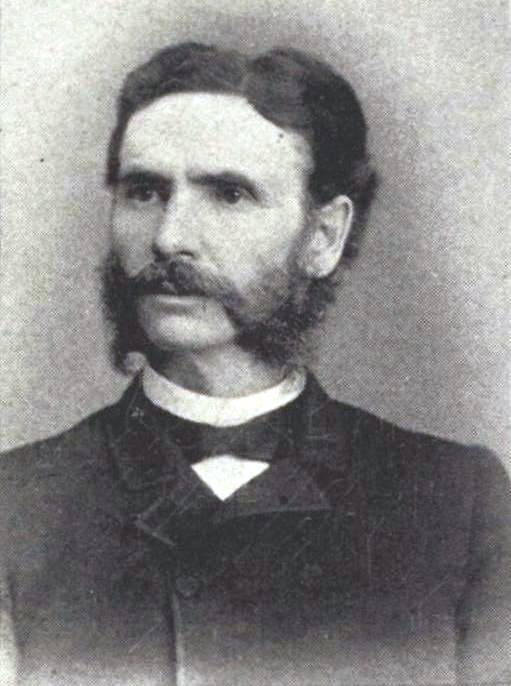
Samuel E. Pingree

Samuel Everett Pingree (* 2. August 1832 in Salisbury, Merrimack County, New Hampshire; † 1. Juni 1922 in Hartford, Vermont) war ein US-amerikanischer Politiker und von 1884 bis 1886 Gouverneur des Bundesstaates Vermont.

## Frühe Jahre und politischer Aufstieg
Samuel Pingree studierte bis 1857 am Dartmouth College. Nach einem anschließenden Jurastudium in Bethel wurde er im Jahr 1859 als Rechtsanwalt zugelassen. Daraufhin begann er in Hartford in seinem neuen Beruf zu arbeiten. In dieser Stadt war er auch über 34 Jahre lang Stadtschreiber (Town Clerk). Während des Bürgerkrieges diente er bis 1864 in der Armee der Union. Dabei nahm er an mehreren Schlachten teil und wurde mehrfach verwundet. Bis zu seinem Ausscheiden aus dem Militärdienst am 27. Juli 1864 brachte er es bis zum Lieutenant Colonel. Nach seiner Heimkehr nahm er seine Tätigkeit als Rechtsanwalt wieder auf.
Pingree wurde Mitglied der Republikanischen Partei. Im Jahr 1868 war er Delegierter zur Republican National Convention in Chicago, auf der Ulysses S. Grant zum Präsidentschaftskandidaten der Partei nominiert wurde. Zwischen 1882 und 1884 war Pingree Vizegouverneur von Vermont und damit Stellvertreter von Gouverneur John L. Barstow. Er wurde als dessen Nachfolger nominiert und auch gewählt.

## Gouverneur von Vermont und weiterer Lebenslauf
Samuel Pingree trat sein neues Amt am 2. Oktober 1884 an. In seiner Amtszeit wurden die Kontrollen über die Versicherungsgesellschaften und die Banken verbessert. So mussten die Versicherungen jetzt einen jährlichen Abschlussbericht vorlegen. Auch das Geschäftsgebaren der Banken wurde besser durchleuchtet. Gouverneur Pingree lehnte 1886 eine erneute Kandidatur ab und schied daher am 7. Oktober dieses Jahres aus seinem Amt aus. Danach wurde er Vorsitzender des Eisenbahnausschusses seines Staates. Zwischen 1885 und 1910 war er auch Kurator der Vermont Academy. Im Jahr 1891 wurde er mit einem Verdienstorden für seinen Einsatz während des Bürgerkrieges ausgezeichnet. 1898 wurde er Ehrendoktor der Norwich University. Samuel Pingree starb im Jahr 1922, zwei Monate vor seinem 90. Geburtstag. Zusammen mit seiner Frau Lydia Steele, mit der er seit 1869 verheiratet war, hatte er ein Kind.